# Ion Stoian
Ion Stoian (n. 28 noiembrie 1927, Telega, România – d. 2012) a fost un lider comunist român, care a îndeplinit funcțiile de membru al CPEX al PCR și de ministru de externe. Ion Stoian a decedat în 2012.

## Biografie
Ion Stoian s-a născut la data de 28 noiembrie 1927, în comuna Telega din județul Prahova. A avut parte de o pregătire modestă, urmând o școală profesională unde a obținut calificarea de strungar. A studiat apoi la Facultatea Muncitorească (1949-1951), la Institutului de Relații Internaționale din cadrul Școlii Superioare de Partid „Ștefan Gheorghiu” (1955-1959) și la Academia de Studii Economice din București (cursuri la fără frecvență).
A avansat în cadrul conducerii Partidului Comunist Român de la postul de simplu instructor, la posturile de șef de sector, adjunct șef al Secției de Propagandă (1959-1965) și șef al Secției literatură și artă de pe lângă C.C. al P.C.R. (1965-1968).  A îndeplinit apoi funcțiile de membru în cele mai înalte foruri ale conducerii de partid și de stat: deputat în Marea Adunare Națională, membru în Comitetul Central și membru supleant în Comitetul Politic Executiv al PCR, funcții pe care le-a deținut până la Revoluția din decembrie 1989.
Conducerea PCR l-a desemnat pentru a ocupa și funcții administrative cum ar fi: rector al Academiei de Partid „Ștefan Gheorghiu” (1968-1971), ambasador în Albania (1971-1978), președinte al Comitetului executiv al Consiliului popular al județului Constanța (1979-1983), adjunct al ministrului Comerțului Exterior și Cooperării Economice Internaționale (7 aprilie 1979 - 22 noiembrie 1985), secretar cu probleme internaționale al C.C. al P.C.R. (21 martie 1984 - 3 noiembrie 1989). În ultima perioadă a regimului comunist în România, Ion Stoian a fost ministru de externe (3 noiembrie - 22 decembrie 1989).
După Revoluția din decembrie 1989, Ion Stoian a fost arestat, judecat și condamnat la 14 ani de închisoare pentru complicitate la omor deosebit de grav. După ce fusese eliberat, din când în când, câte 3 sau 6 luni, pe motive de boală, a fost grațiat în martie 1994 de către președintele Ion Iliescu.
Într-un interviu din anul 2003, Ion Stoian declara că nu se simte reprezentat de nici un partid, considerând că actuala clasă politică este o "gașcă" și că în guvernele post-decembriste au fost numiți mulți incapabili pe care îi mazilise Ceaușescu pentru incompetență .

## Distincții
- Ordinul „Tudor Vladimirescu” clasa a IV-a (30 aprilie 1966) „cu prilejul celei de-a 45-a aniversări de la înființarea Partidului Partidului Comunist din România, pentru merite deosebite în opera de construire a socialismului”[4]
- Ordinul „Meritul Cultural” clasa a II-a (26 septembrie 1966) „pentru merite deosebite în activitatea literară, artistică și de răspîndire a culturii naționale, cu prilejul Centenarului Academiei Republicii Socialiste România”[5]
- Medalia comemorativă „A 40-a aniversare a revoluției de eliberare socială și națională, antifascistă și antiimperialistă” (20 august 1984) „pentru contribuția deosebită adusă la înfăptuirea politicii Partidului Comunist Român de făurire a societății socialiste multilateral dezvoltate în patria noastră, cu prilejul celei de-a 40-a aniversări a revoluției de eliberare socială și națională, antifascistă și antiimperialistă”[6]
- Ordinul „Steaua Republicii Socialiste România” clasa a II-a
- Ordinul „Tudor Vladimirescu” clasa a II-a
- Ordinul Muncii clasa a III-a, clasa a II-a